# 長頭乳突鯒
長頭乳突鯒，又稱長頭乳突牛尾魚，為輻鰭魚綱鮋形目牛尾魚亞目牛尾魚科的其中一種，分布於西印度洋區，從紅海至南非、馬達加斯加海域，屬底棲性魚類，棲息深度1-15公尺，本魚體上半部為褐色或綠色的斑駁花紋，腹部白色，尾部具有3-4個暗帶，其他的鰭有大又黑的斑點，背鰭硬棘9枚;背鰭軟條11枚;臀鰭軟條11枚，體長可達70公分，生活在珊瑚礁或沙石底質海域，屬肉食性，可作為食用魚。